# Монетоприёмник

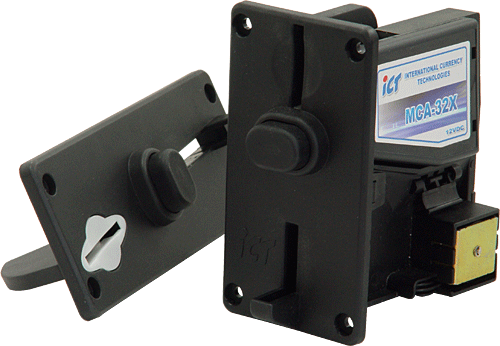
Монетоприёмник без функции выдачи сдачи

Монетоприёмник — устройство, предназначенное для приёма монет. Обычно применяется в автоматах самообслуживания и игровых автоматах.
С помощью набора датчиков монетоприёмник определяет номинал, валюту и (или) подлинность монеты.

## Типы монетоприёмников
Монетоприёмники делятся на несколько типов.

### Монетоприёмник эталонный
Существует простейший тип электронных монетоприёмников, в простонародье называемый «компаратором» (англ. compare — сравнивать). Принцип их действия заключается в сравнивании полученной монеты с эталоном, который установлен в специальном месте на монетоприёмнике. Такой вид монетоприёмника может различать только один номинал монеты.
При забрасывании монета проходит через датчик, который определяет подлинность монеты, сравнивая электромагнитные параметры эталона с полученной монетой. Если параметры близки к эталонным, монета принимается.
Обычно монетоприёмники снабжают возвратным механизмом и защитным устройством, предотвращающим вытягивание монеты после прохождения через монетоприёмник.

### Монетоприёмник программируемый
Данный тип монетоприёмника может принимать несколько номиналов монет. Характеристики каждой монеты хранятся в флеш-памяти. Данные в флеш-памяти о каждой монете заносятся в режиме программирования путем вброса монеты в монетоприёмное отверстие.
При прохождении монеты её характеристики, такие как диаметр, электромагнитная проницаемость, а иногда и вес, сравниваются с данными в флеш-памяти, и если они совпадают, то монета принимается.

### Монетоприёмник сортировочный
Сортировочный монетоприёмник предназначен для сортировки монет по номиналу. Механизм может быть как барабанным, так и основанным на программируемом типе. Конкретный принцип работы зависит от конструкции производителя.

### Монетоприёмник с функцией выдачи сдачи
Этот вид совмещает в себе сортировочный механизм и механизм выдачи сдачи. При попадании монеты монетоприёмник сравнивает характеристики монеты с данными из флеш-памяти и принимает решение о возврате либо принятии монеты. В последнем случае монета по номиналу попадает в трубки. Наиболее распространены монетоприёмники с четырьмя или пятью трубками. При заполнении трубки монеты будут сбрасываться в общую ёмкость.
При необходимости выдачи сдачи компьютер посылает монетоприёмнику сигнал о выдаче определенной суммы. Монетоприёмник вычисляет оптимальные номиналы для выдачи, и диспенсером, установленным под трубками, выбрасывает рассчитанное количество монет в возвратный канал, откуда монета попадает в корзину, исполнение которой зависит от дизайна автомата, в котором используется монетоприёмник. Туда же попадают монеты, не прошедшие проверку.